# ソコ 522
ソコ 522
- 用途：練習機、軽攻撃機
- 設計者：Šoštarić、Marjanović、Čurić
- 製造者：ソコ
- 運用者：ユーゴスラビア空軍
- 初飛行：1955年2月
- 生産数：約110機
- 運用開始：1955年
- 退役：1978年

ソコ 522（SOKO 522）は、ユーゴスラビアのソコ社で1950年代に開発された複座の軍用練習機、軽攻撃機である。

## 概要
ソコ 522は、ゼムンのイカルス社でユーゴスラビア人技術者のショシュタリッチ（Šoštarić）、マリャノヴィッチ（Marjanović）、チュリッチ（Čurić）により設計され、試作初号機が1955年2月に初飛行を行った。この試作機が初期の成功を収めると、量産はモスタルのソコ社へ移された。生産は1961年まで続き、総計110機が製造された。ソコ 522は1978年に退役するまでユーゴスラビア空軍の初等練習機として使用された。

## 現存機
軍務から退役した後にソコ 522はユーゴスラビア国内と国外の多くの飛行クラブで使用されたが、元ユーゴスラビアの諸国には飛行可能な機体は残されていない。数機が国外の個人オーナーに売却され、現在も飛行している。ソコ 522の現在の価格は$10万と推定される。
飛行可能なソコ 522の1機がフランスに、もう1機が米国に現存する。
別のもう1機もディキシー・ウイング・コメモラティヴ・エアフォース（Dixie Wing Commemorative Air force）に所属していたが、緊急の胴体着陸をしたため現在は修理のために飛行停止となっている。

## 登場作品
ソコ 522は1960年代、1970年代にユーゴスラビアで撮影された数多くの戦争映画で幅広く活用され有名になった。主にフォッケウルフ Fw190を思わせる外観のためにドイツ空軍機役を演じた。出演した著名な映画にはアカデミー賞候補となったユーゴスラビア映画の『ネレトバの戦い』（1969年）やクリント・イーストウッド主演の『戦略大作戦（原題：Kelly's Heroes）』（1970年）などがある。

## 運用
- ユーゴスラビア

## 要目
(Soko 522)
- 乗員：2名
- 全長：9.20m
- 全幅：11m
- 全高：3.58m
- 翼面積：17.98m²
- 空虚重量：1,089kg
- 最大離陸重量：2,564kg
- エンジン：P&W R-1340-AN-1 ワスプ空冷星型 441kW（600hp）×1
- 最大速度：351km/h
- 巡航高度：5,070m
- 航続距離：978km
- 上昇率：7.9m/s

- 武装
  - 固定武装：M3 12.7mm重機関銃×2（弾薬150発/丁）
  - 搭載能力
    - 50kg爆弾×2発もしくは25kg爆弾×4発
    - HVAR 5インチロケット弾×2発もしくはSCAR 2.25インチロケット弾×2発